# The March of the Black Queen
A The March of the Black Queen a kilencedik dal a brit Queen együttes 1974-es Queen II albumáról. A szerzője Freddie Mercury énekes volt, mint ahogy a Fekete oldalon helyet kapó összes dalnak. Bár kislemezen nem jelent meg, nagy népszerűségnek örvend a rajongók között.

## Története
Ez volt a korai korszakuk egyik legbonyolultabb dala, amely sokak szerint zeneiségében megelőlegezi a későbbi „Bohemian Rhapsody”-t (egy 1977-es interjúban Brian May is megjegyezte ezt). Több mint hatperces hosszával az album leghosszabb dala, több alkalommal változik a hangulata és a tempója: 8/8-as és 8/12-es ütemek váltják egymást, ami meglehetősen ritka a populáris zenében. Egyszerű zongorajátékkal indul, majd egy rövid bevezetés után berobban az erőteljes rétegezett hangzás, a tempó csak néhol lassul be, a melódiák szinte követhetetlen gyorsasággal váltják egymást. May két gitárszólamot játszott fel Red Special gitárjával, ez néha ugyan előtérbe kerül, de a fő alapot a zongora biztosítja.
Énekhangok tekintetében is meglehetősen bonyolult az elrendezés. A vokálharmóniák három és ötszólamúak, és mind Mercury, mind May, mind pedig Roger Taylor részt vett a kidolgozásukban (Taylor egy egész sort el is énekelte egyedül). A nagy mennyiségű rájátszások miatt a Bohemian Rhaposodyhoz hasonlóan erről a dalról is elterjedt, hogy a felvételek során annyiszor futtatták végig a szalagot a felvevő fejen, hogy lekopott róla az oxidréteg.
1995-ben egy japán videójátékot neveztek el róla: Ogre Battle:The March of the Black Queen. A játék alfejezeteinek a címe is Queen dalokból eredt, például: „Let Us Cling Together” és „In the Lap of the Gods”.

## Koncepció
A szövegét az album egészéhez hasonlóan misztikus légkör lengi át, központjában a Fekete Királynő áll. Érdekes ellentétben áll a Fehér oldal „White Queen” című dalával: míg az ott emlegetett Fehér Királynő vágyat ébreszt, addig a Fekete Királynő megaláz és rabszolgává tesz. Mindazonáltal konkrét kapcsolat nincs a két mű között. E dal írásakor merült fel az az ötlet Mercuryban, hogy az albumot két eltérő stílussal rendelkező, úgynevezett Fekete és Fehér oldalra kellene bontani:
Először nem volt mély jelentése vagy koncepciója az albumnak. A felvételek ideje alatt gondoltuk ki hirtelen. Megírtam a March of the Black Queen dalt, kifejezetten az albumra. Ekkor találtuk ki az elképzelést a fehér és fekete oldalakról, amelyek fehér és fekete hangulatokat tükröznek vissza. Ez jó kontrasztot adott.
Az albumon közvetlenül utána a Funny How Love Is következett, a két dal zökkenőmentesen úszik egymásba. A CD-s kiadásokon szükségszerűen szét kellett darabolni az ilyen dalokat, ebben az esetben érezhetően hibáztak a hangmérnökök, hiszen a dal zenei lezárása – a végén lévő erőteljes kórus csúcspontja – átcsúszott a következő dalba.

## Élőben
Bár túl bonyolult volt, hogy élőben is előadják, egyes részeit még így is eljátszották a korai 1970-es években. A szokásos keverék szekcióba került, ahol több dalt fűztek egymás mellé – többnyire a „Killer Queen” gitárszólója után egyből átváltottak rá. Az egyik élő előadás látható az 1974. november 20-án rögzített Live at the Rainbow koncertfilmen, amely nem jelent meg önállóan, csak 1992-ben a Box of Tricks kiadvány részeként. A felvételen játszott részlet a dal közepéből val, ahol a Taylor által énekelt mondat is elhangzik, majd a gitárszóló utána rögtön a Bring Back That Leroy Brown dalra váltanak. Néha a „Bohemian Rhapsody” közepénél hangzott el, mintegy helyettesítve a hard rock szekciót.

## Közreműködők
- Ének: Freddie Mercury, Roger Taylor
- Háttérvokál: Queen

Hangszerek:
- Roger Taylor: Ludwig dobfelszerelés
- John Deacon: Fender Precision Bass
- Brian May: Red Special, Ludwig harangjáték, háttérvokál
- Freddie Mercury: Bechstein zongora